# Lianne Nelson
Lianne Nelson (geboren als Lianne Bennion am 15. Juni 1972 in Houston) ist eine ehemalige Ruderin aus den Vereinigten Staaten. Sie war Weltmeisterin 1995 und Olympiazweite 2004.

## Sportliche Karriere
Lianne Bennion begann 1988 mit dem Rudersport. 1990 wurde sie mit dem Achter Fünfte bei den Junioren-Weltmeisterschaften. Im Juli 1994 gewann sie mit dem Vierer ohne Steuerfrau beim Nations Cup, einem Vorläuferwettbewerb der U23-Weltmeisterschaften. Im September 1994 bei den Weltmeisterschaften in Indianapolis trat sie im Zweier ohne Steuerfrau an und belegte den sechsten Platz. 1995 bei den Weltmeisterschaften in Tampere siegten Melissa Iverson, Cindy Brooks, Lianne Bennion und Katie Scanlon vor den Deutschen und den Weißrussinnen.
1998 kehrte sie als Lianne Nelson auf die Regattastrecken zurück. Im Ruder-Weltcup belegte sie einen zweiten Platz im Zweier ohne Steuerfrau in München und einen zweiten Platz im Achter in Luzern. Bei den Weltmeisterschaften in Köln gewann sie die Silbermedaille im Achter. 1999 trat sie bei den Weltmeisterschaften in St. Catharines im Zweier ohne Steuerfrau an und belegte den siebten Platz. Bei den Olympischen Spielen 2000 in Sydney erreichte sie mit dem Achter das A-Finale und belegte den sechsten Platz.
Nach einer zweiten Unterbrechung der internationalen Karriere nahm Lianne Nelson 2003 im Zweier ohne Steuerfrau an den Weltmeisterschaften in Mailand teil und belegte den sechsten Platz. 2004 gewann sie mit dem Achter die Weltcup-Regatten in München und Luzern. Bei den Olympischen Spielen 2004 in Athen gewann der Achter mit Katherine Johnson, Samantha Magee, Megan Dirkmaat, Alison Cox, Anna Mickelson, Laurel Korholz, Caryn Davies, Lianne Nelson und Steuerfrau Mary Whipple die Silbermedaille mit 1,86 Sekunden Rückstand auf die Rumäninnen und 0,29 Sekunden Vorsprung auf die drittplatzierten Niederländerinnen.